# Кръг Блумсбъри
Кръгът „Блумсбъри“ (на английски: Bloomsbury Group) е общност на британски интелектуалци – литератори, философи и художници, съществувала от около 1907 до 1930 г. Името му идва от Блумсбъри – един от централните райони на Лондон, където се събират в къщата на семейство Стивън.
Към кръга „Блумсбъри“ спадат сестрите Вирджиния Улф (писателка) и Ванеса Бел (художничка), техните братя Тоби Стивън и Ейдриън Стивън, писателите Ленард Улф (съпруг на Вирджиния), Катрин Мансфийлд и Джералд Бренън, изкуствоведите Роджър Фрай и Клайв Бел (съпруг на Ванеса), синологът Артър Уейли, биографът Литън Стрейчи, художниците Дора Карингтън и Дънкан Грант, литературният критик Дезмънд Макарти, философите Бертранд Ръсел и Лудвиг Витгенщайн, икономистът Джон Мейнард Кейнс, романистът и есеист Едуард Морган Форстър.
Възгледите на членовете му се противопоставят на викторианското лицемерие и отстояват принципите на свободата на художественото търсене и независимост в живота и изкуството. Търсят определенията на доброто, истината и красотата и поставят под въпрос възприетите по това време идеи „с всеобхватна непочтителност“. Приятелството, общуването и изкуството са основните им идеали. Те дискутират по естетически и философски въпроси в дух на агностицизъм. Повлияни са силно от произведенията на Джордж Едуард Мур Principia Ethica (1903 г.) и съвместния труд на Бертранд Ръсел и Алфред Уайтхед Principia Mathematica (1910 – 1913 г.).
Групата има влияние в периода 1910 – 1930 г.. Макар членовете ѝ да споделят идеи и ценности, групата Блумсбъри не представлява школа. Нейното значение е в обединението на значителен брой талантливи творци.